# Balderskolan, Uppsala
Balderskolan är en skolbyggnad på Kungsgatan 18 i Kvarteret Balder, Uppsala.

## Historia
Redan några år efter Nannaskolans uppförande konstaterades att man på nytt var i behov av fler klassrum. I maj 1882 tillsattes en kommitté för att utreda behovet av skolhus och i juni föreslogs att en ny skolbyggnad skulle uppföras i skolträdgården i kvarteret Balder, som man 1861 bytt till sig mot Kungliga Akademien mot en åker man tidigare hade i sin ägo.
18 september 1883 fick arkitekt Carl August Kihlberg i uppdrag att utarbeta ritningar till Balderskolan, och 25 augusti 1885 var byggnaden färdig för besiktning. Skolan innehöll tio stora lärosalar och en mindre, slöjdsalar, gymnastiksal och vaktmästarbostad. Uppvärmning och ventilation av skolhuset skedde med ett system som byggde på vattenburen centralvärme från en panna i källaren som ritats av ingenjör E. A. Wiman. 1898 inreddes ett skolbad i källaren.
År 2002 var det beslutat att grundskolan Uppsala Musikklasser skulle flyttas till Balder i väntan på att få flytta in permanent i skolbyggnaden Nanna. Den permanenta flytten till Nannas blev dock aldrig av då musikklassernas ledning var missnöjd med resultatet på skolbyggnadens renovering. I stället var musikklasserna kvar i Balder till 2010 då de flyttade till Gamla lärarseminariet.
Vid detta tillfälle startades en kommunalt självstyrande grundskola i Nanna med som återigen tar upp namnet Nannaskolan. Den nya skolan har fått dela lokaler med friskolan Raoul Wallenbergskolan fram till hösten 2013 då Nanna får lokalerna själv och Raoul Wallenberg flyttar tvärs över S:t Olofsgatan till Balder som från 2010 stått tom.